# The Millennium Bell
The Millennium Bell är ett studioalbum med sånger skrivna och huvudsakligen framförda av Mike Oldfield från 1999. Det var det första av Mike Oldfields album som var tillgängligt i MiniDisc-format. En stor föreställning med låtar från albumet gavs på nyårsafton i Berlin 1999, där publiken beräknades uppgå till 500 000 personer.

## Låtlista
1. "Peace on Earth" – 4:10
2. "Pacha Mama" – 4:05
3. "Santa Maria" – 2:44
4. "Sunlight Shining Through Cloud" – 4:33
5. "The Doge's Palace" – 3:07
6. "Lake Constance" – 5:16
7. "Mastermind" – 3:03
8. "Broad Sunlit Uplands" – 4:03
9. "Liberation" – 2:38
10. "Amber Light" – 3:42
11. "The Millennium Bell" – 7:37